# Senyoria de Mercoeur
La senyoria de Mercoeur (Mercœur) fou una jurisdicció feudal de França centrada a Mercœur (Haute-Loire). Els primers senyors remunten al segle IX.

## Llista de senyors

### Família de Mercœur
???-895: Itier I († 895), senyor de Mercœur
casat amb Blitgarda de Chapteuil
895-938: Itier II († 938), fill
casat amb Arsenda d'Alvèrnia
938-980: Berald I (915 † 980), fill
casat amb Gerberga
980-abans de 990: Guillem I († abans de 990), fill
casat amb Gerberga
abans de 990- després de 1025: Guillem II († després de 1025), fill
després de 1025-???? : Berald II, fill
????-després de 1067: Berald III, fill
després de 1067-després de 1083: Berald IV, fill
després de 1083-abans de 1169: Berald V, fill
després de 1169-1183: Berald VI, fill
casat amb Judit d'Alvèrnia
1183-1208: Berald VII, fill
casat amb Alix de Borgonya, filla d'Hug III, duc de Borgonya
1208-després de 1249: Berald VIII, fill
casat a Beatriu de Borbó
després 1249-1275: Berald IX, fill
casat amb Blanca de Chalon
1275-1321: Berald X, fill
casat amb Isabel de Forez
1321-1352: Joan I (1280 † 1352), delfí d'Alvèrnia, fill de Robert VII, delfí d'Alvèrnia i d'Alix de Mercœur, filla de Berald IX
casat amb Anna de Poitiers
1352-1356: Berald XI († 1356), delfí d'Alvèrnia (Berald I), fill
casat amb Maria de Villemur
1356-1371: Berald XII († 1399), delfí d'Alvèrnia (Berald II), fill
casat amb Joana de Forez
1371-1410: Lluís II de Borbó (vers 1336 † 1410), duc de Borbó
casat amb Anna d'Alvèrnia (1358 † 1417), comtessa de Forez, filla
1410-1434: Joan de Borbó, II de Mercoeur (1381 † 1434), duc de Borbó (Joan I), fill
casat amb Maria de Berry
1434-1486: Lluís I el Bo, fill
casat en primeres noces el 1428 amb Joana († 1436), delfina d'Alvèrnia i comtessa de Clermont
casat en segones noces el 15 de febrer de 1442 amb Gabriela de La Tour (+1486)
1486-1496: Gilbert (1443 † 1496), comte de Montpensier i delfí d'Alvèrnia, fill (amb la segona esposa)
casat amb Clara Gonzaga (1464 † 1503)
1496-1539: Renata de Borbó-Montpensier (1494 † 1539), filla, senyora de Mercœur
casada el 1515 amb Antoni (1489 † 1544), duc de Lorena

### Casa de Lorena
1539-1545: Francesc I (1517 † 1545), duc de Lorena, fill
casat el 1541 amb Cristina de Dinamarca
1545-1563: Carles de Lorena (1543 † 1608), duc de Lorena (Carles III), fill
1563-1569: Nicolau de Lorena (1524 † 1577), oncle de l'anterior, fill d'Antoni et de Renata de Borbó-Montpensier 
Agafa de fet el títol de principat el 1563, però formalment resta senyoria fins que fou erigida en ducat el 1569 a profit de Nicolau de Lorena.

## Ducs de Mercœur

Escut dels ducs de Mercœur

### Casa de Lorena
1569-1577: Nicolau de Lorena (1524 † 1577)
casat en primeres noces el 1549 amb Margarita d'Egmont (1517 † 1554)
casat en segones noces el 1555 amb Joana de Savoia-Nemours (1532 † 1568), filla de Felip de Savoia, duc de Nemours i de Carlota d'Orleans-Longueville
casat en terceres noces el 1569 amb Caterina de Lorena (1550 † 1606), filla de Claudi II de Lorena, duc d'Aumâle, i de Lluïsa de Brézé
1577-1602: Felip Manel de Lorena (1558 † 1602), fill
casat el 1576 amb Maria de Luxemburg (1562 † 1623), duquessa de Penthièvre, filla de Sebastià de Luxemburg, duc de Penthièvre, i de Maria de Beaucaire
1602-1669: Francesca de Lorena (1592 † 1669), filla 
casada amb Cèsar de Vendôme (1594 † 1665)

### Ducs de Vendôme
1669-1669: Lluís II, duc de Vendôme (1612 † 1669), fill
casat el 1651 amb Laura Mancini
1669-1712: Lluís III Josep, duc de Vendôme (1654 † 1712), fill
casat amb Maria Anna de Condé (1678-1718)
La dignitat ducal es va extingir el 1712. El ducat fou heretat pel príncep de Conti que va agafar el títol de príncep de Mercaoeur el 1719, però el ducat fou recreat el 1723.

### Prínceps de Conti
1723-1727: Lluís Armand II de Borbó, príncep de Conti
1727-1770: Lluís Francesc de Borbó, príncep de Conti, fill.
El 1770 el ducat fou comprar al príncep de Conti pel rei Lluís XV, que el va donar en assignació al seu net el comte d'Artois.

### Casa reial
1770-1778: Carles, comte d'Artois (Carles X).